# Linowsee (Heidesee)
Der Linowsee ist ein kleiner natürlicher See auf der Gemarkung von Streganz, einem Ortsteil der Gemeinde Heidesee (Landkreis Dahme-Spreewald, Brandenburg).

## Geographie und Hydrographie
Der Linowsee ist ein im Großen und Ganzen rundlicher See, der vollständig auf der Gemarkung von Streganz liegt, einem Ortsteil der Gemeinde Heidesee. Der Linowsee hat eine Fläche von 8,5 ha, der Seespiegel liegt auf 37,6 m ü. NHN. Er hat eine Tiefe von etwa 0,5 m und ist nicht stabil geschichtet; der Trophie-Index wird mit 3,0 angegeben, d. h., er ist eutroph. Der am Grund abgesetzte Schlamm hat eine Mächtigkeit von über 5 m. Es gibt keine oberirdischen Zuflüsse; der Abfluss erfolgt über ein Fließ zum Gutssee. Dieser Abfluss ist seit den Dürrejahren 2018 / 2019 allerdings trocken.

## Geschichte

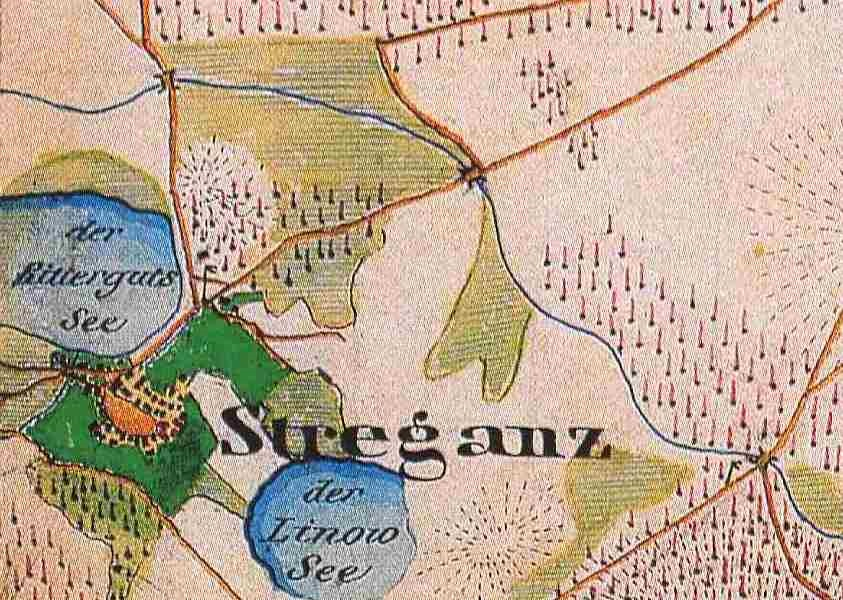
Der See in der Preußischen Uraufnahme von 1844

Der See wird 1514 erstmals urkundlich genannt (der lein See). 1659 heißt es Sehe der Linow und 1674 auf dem Linow See. Das Urmesstischblatt 3749 Storkow von 1844 verzeichnet ihn als Linow See. Der Name lässt sich von einer alpb. Grundform *Linov- =, zu *lin = Schlei, ist also als Schleisee zu interpretieren.
1995 wurde der Linowsee und der benachbarte, ehemalige Dutzendsee (heute Verlandungsmoor) Teil des Naturschutzgebietes Linowsee-Dutzendsee, das insgesamt 60 ha umfasst.